# نهر كوكير
نهر كوكير (بالإنجليزية: River Cocker)‏، هي نهر يقع في منطقة ليك ديستريكت في شمال غرب إنجلترا، في مقاطعة كمبريا. ينبع من رأس بحيرة بوتيرمير. يتدفق شمالاً عبر بوتيرمير ثم كروموك ووتر، عبر وادي لورتون، إلى بلدة كوكرماوث، حيث ينضم إلى نهر ديرونت. يبلغ طوله حوالي 12 ميلاً (19 كم). يأخذ النهر اسمه من الكلمة البريثونية السلتية kukrā، والتي تعني "الشخص الملتوي".